# Liberty Belle
Liberty Belle è il nome usato da tre supereroine dei fumetti. Due di loro, Libby Lawrence e Jesse Chambers, appartengono alla DC Comics; l'altra, Caroline Dean, appartiene alla Charlton Comics.

## Libby Lawrence
La prima Liberty Belle è Libby Lawrence-Chambers. I suoi poteri di velocità, superforza e resistenza sono collegati al rintocco della Campana della Libertà di Philadelphia. Agli inizi della sua carriera di eroina aveva un assistente, che al segnale donato, suonava la campana per lei. Negli ultimi anni, dopo decenni di superforza e età ritardata, molti cominciarono a ipotizzare a proposito della natura dei suoi poteri - alcuni credevano che le vibrazioni soniche della campana facessero scattare i suoi geni meta-umani, altri credevano che fossero mistici, che Libby fosse connessa al potere dello Spirito d'America, come l'eroe Zio Sam. La maggior parte delle imprese di Liberty Belle ebbero luogo durante la Seconda guerra mondiale, ed è una dei membri fondatori (poi presidentessa) della All-Star Squadron. Nella sua identità pubblica, è la famosa radio cronista Libby Lawrence, ed è quindi ben conosciuta con e senza costume. Durante la Guerra sposa il velocista Johnny Quick. Dopo la guerra ebbero una figlia, Jesse, che ereditando i poteri di entrambi i genitori prese il nome di Jesse Quick. Libby Lawrence è la discendente di Bess Lynn, alias Miss Liberty.

### Storia editoriale
Liberty Belle debuttò in Boy Commandos n. 1 (Inverno 1943, secondo la pagina finale di All-Star Squadron n. 2).
Nel 1981, la DC pubblica il numero 1 di All-Star Squadron, un fumetto la cui prima storia apparve come inserto di Justice League of America n. 193. Il concettualizzatore auto-descritto del fumetto era Roy Thomas. Scelse di includere Liberty Belle nei fumetti della Seconda guerra mondiale, secondo le sue parole, "per sminuire gli eroi di Terra-due che hanno controparti sulla Terra-Uno a favore di altri,  personaggi piuttosto promettenti che sono stati ignorati o sottovalutati". Il Signor Thomas disse anche che Liberty Belle fu scelta per essere la Wonder Woman del suo gruppo. All. Star Squadron durò sessantasette numeri con l'ultimo pubblicato nel 1987.
Young All-Stars n. 1 uscì nel 1987 come rimpiazzo per All-Star Squadron sulla scia di Crisi sulle Terre infinite e la perdita di Terra-2 come postazione immaginaria. Liberty Belle fu usata come personaggio in questo fumetto che arrivò alla fine nel 1989 col numero n. 31.
Nel 1992 la DC cominciò a pubblicare Justice Society of America dello scrittore Len Strazewski. Liberty Belle apparve nei flash backs e solo nella persona di Libby Lawrence. Fu usata per incentivare il personaggio di Johnny Chambers (ex-marito) e Jesse Chambers (sua figlia).

### Biografia del personaggio

#### Gli inizi
All-Star Squadron n. 61 (settembre 1986) è il primo numero post-Crisi del fumetto che racconta le origini di Liberty Belle.
Libby Lawrence vinse il Torneo Atletico Americano Intercollegiale Femminile e ricevette una medaglia a forma di campana fatta con un pezzo dell'originale Campana della Libertà. Anni dopo, divenne un membro della squadra statunitense ai Giochi della XI Olimpiade di Berlino del 1936, dove vinse una medaglia d'oro nel nuoto.

#### Seconda guerra mondiale
Quando la seconda guerra mondiale cominciò nel 1939, la giovane Libby Lawrence era in Polonia in qualità di segretaria personale del padre, il maggiore James Lawrence. Nello stesso giorno in cui il Maggiore fu ucciso durante un raid aereo dei piloti nazisti, incontrò Richard "Rick" Cannon e, alla fine del mese, si fece dare un passaggio ad Amsterdam dal Colonnello Krupp. Mesi più tardi, dopo che Amsterdam cadde in mano al controllo nazista, Libby si incontrò un'altra volta con Rick Cannon che le organizza il suo contrabbando in Francia. Alla Battaglia di Dunkirk, viene salvata ancora una volta da Rick Cannon che porta sana e salva a bordo di una nave in rotta verso l'Inghilterra. La barca viene abbattuta da uno Stuka tedesco, ma Libby era già saltata giù. Libby nuotò per tutto il canale inglese fino all'Inghilterra. Una volta in salvo, corse fino alla base militare più vicina e fece rapporto, confermando di essere sopravvissuta all'attacco. Venne acclamata dalla stampa inglese e statunitense come "Miracolo di Dunkirk" e incontrò anche Winston Churchill. Dopo aver fatto rapporto circa le atrocità di cui fu testimone, venne mandata in USA. Libby venne ricevuta con una parata nella Fifth Avenue di New York e poco dopo le fu assegnato un posto al sindacato del Daily News, e quindi come radio reporter, e le venne affidato anche un programma televisivo (sospeso dopo gli eventi di Pearl Harbor).

#### Liberty Belle
Nell'autunno del 1941 Libby vive nella sua città natale, Philadelphia. Durante la visita all'Indipendece Hall, incontra Tom Revere, una guardia. Mentre lucidava la Campana della Libertà, sembrò che questa cominciò a suonare e che la piccola replica della campana che Libby portava sempre con sé, cominciò anche lei a suonare. Libby lasciò la Hall sentendosi molto strana, quando sente in lontananza degli uomini chiacchierare in lingua tedesca, di cui uno era certamente Rick Cannon. Sebbene il suo primo intento fu di chiamare l'F. B. I., indossò invece uno scintillante costume e una maschera blu, prendendo il nome di Liberty Belle e andò dove le spie dissero che si sarebbero trovate. Sebben certamente Rick Cannon fosse un nazista e un traditore dell'America, Libby scopre che lavora per l'Intelligence Statunitense. Questa volta viene superato dai sabotatori, tuttavia, ed è Libby che lo salva.

#### L'All-Star Squadron
Ora un'eroina, Liberty Belle sembra essere al momento e al posto giusto per fondare l'All-Star Squadron. L'8 dicembre 1941, è presente con una manciata di eroi alla Casa Bianca quando il Presidente Roosevelt annuncia l'ordine di fonderli con la Justice Society of America in un'unica unità, la All-Star Squadron, responsabile direttamente al Presidente. La loro prima missione fu volare alla Costa Occidentale, cercando ogni sabotatore giapponese e prevenire gli attacchi su terra americana. Con l'All-Star Squadron, Libby viaggia a San Francisco, appena in tempo per aiutare a sconfiggere il criminale Per Degaton. L'avventura portò molti più eroi insieme e viaggiarono fino a Pearl Harbor.
Subito dopo, i membri chiave dell'All-Star Squadron, Libby inclusa, cominciarono ad eleggere nuovi membri per la squadra. Durante l'incontro, si decise anche su chi doveva prendere il posto di leader e Libby ebbe la maggioranza dei voti.
Nel 1942 Libby raccontò a Rick Cannon che, sebbene provasse alcuni sentimenti per lui, Johnny Quick era l'uomo per lei. Dopodiché lo fece sapere a Johnny.
Giorni dopo, Libby ritorna a Philadelphia per far visita al suo vecchio amico Tom Revere. La Independence Hall viene attaccata dal Barone Blitzkrieg, Zyklon e dal Maggiore Zwerg. Nella battaglia, Tom Revere rimane ucciso, il Maggiore Zwerg viene seriamente ferito, e due altri agenti nazisti scappano con Liberty Belle. Più tardi, Libby visita la stanza d'ospedale del Maggiore Zwerg, e dopo aver minacciato di ucciderlo, viene a sapere che il Barone Blitzkrieg voleva rubare la campana per recuperare la vista, utilizzandola in un esperimento. Libby reindossò la sua vecchia uniforme, alleandosi con Hawkgirl, e le due intervennero. Durante il combattimento vengono aiutate da Johnny Quick e da Flash. L'esperimento abbe successo, e Libby detenne alcuni equipaggiamenti elettrificati. Il Barone riottenne la sua vista e Libby ottenne il potere di manipolare le onde sonore. Tuttavia, i due agenti nazisti scapparono di nuovo.
Nell'ultima settimana di marzo, Johnny Chambers chiede a Libby di sposarlo, e lei accetta. Il 1º aprile 1942 Libby e Johnny si sposano a Boston. Libby non cambia il suo nome in Chambers, tuttavia, e i documenti delle nozze non vengono resi pubblici.
Libby continuò a guidare lo Squadron nelle serie della DC negli anni ottanta pianificati secondo la Seconda Guerra Mondiale: All-Star Squadron e Young All-Star.

#### Gli ultimi anni
Ad un certo punto, dopo la guerra, Libby si ritira dalla vita eroistica. Dopodiché lei e Johnny ebbero una bambina che chiamarono Jesse e cominciarono ad essere una famiglia.
Johnny, tentando di scoprire la natura della sua Formula della Velocità, si aggrappa alla credenza che sia una specie di mantra che tocca il massimo potenziale dei una persona. Libby non condivide le credenze di Johnny. Non condividono neanche lo stesso modo di educare Jesse: Libby vuole che cresca come una ragazza normale, mentre Johnny la spinge al massimo della preparazione fisica.
Alla fine Libby si separa da Johnny al momento in cui fonda la Quickstart Enterprises; conseguentemente divorzieranno. È proprio durante il doloroso divorzio che Jesse utilizza la formula della Velocità per la prima volta.
Più tardi, Libby si opporrà alla carriera eroistica. Tenterà più volte di evitare che la figlia ne sia presa, più che mai al funerale di Johnny.
Libby, tuttavia, indosserà il suo costume ancora una volta, durante Crisi Infinite. Libby si batte col Barone Blitzkrieg e altri membri della Justice Society, per usare le paroile di Jay Garrick, "il suo potere... esplose". Libby affermò che i suoi poteri erano falliti, e andò a Philadelphia per incrementare i suoi poteri suonando la Campana ripetutamente. Per qualche inspiegabile motivo non successe nulla, e Belle fu imprigionata nella Campana che la danneggiò gravemente con le onde sonore. La JSA tenterà di salvarla e alla fine verrà salvata da Stargirl. Non è chiaro cosa sia successo ai suoi poteri.

## Jesse Chambers
Jesse Chambers è la seconda donna nell'universo DC a prendere il nome di Liberty Belle. Originariamente conosciuta come Jesse Quick, nel dicembre 2006 ha debuttato come Liberty Belle.

## Caroline Dean
Caroline Dean, la seconda Liberty Belle, appare come figura di secondo piano in E-Man n. 5 della Charlton Comics (novembre 1975). Appare come un'eroina vestita di rosso, bianco e blu che dà una mano in un lancio di razzi statunitense. Joe Gill scrisse la storia e Steve Ditko realizzò i disegni.

## Altre versioni

### Terra-Due
Il personaggio di Liberty Belle fu creato nel 1942 ma negli anni ottanta fu riconnessa all'esistenza su Terra-Due. Le sue avventure sono raccontate sulle pagine di All-Star Squadron. La più grande distinzione tra i due personaggi è che l'eroina di Terra-Due conosceva e lavorava con eroi come Superman, Batman e Robin durante la seconda guerra mondiale, ma non lavorava con gli eroi conosciuti collettivamente come Young All-Star dato che non esistevano sulla Terra-Due.

### Terra-51
Libby Lawrence-Chambers è il Presidente degli Stati Uniti su questa Terra, e ci si riferisce a lei come l'originale Liberty Belle.

## Altri media
Nel 2000 Liberty Belle viene menzionata in un episodio di Le Superchicche, quando il personaggio Blossom adotta il nome come un alias, dopo aver letto un fumetto che parla di una supereroina, simile a Wonder Woman, chiamata "Freedom Gal". Questo non è necessariamente un riferimento al preesistente personaggio dei fumetti, sebbene Hanna-Barbera e la DC Comics siano entrambi partner commerciali della Time Warner.